# Edith Aas
Edith Meisel Aas (1 de febrero de 1927-11 de julio de 1976) fue una escultora y grabadora de medallas noruega, nacida en Trondheim.

## Biografía
Asistió a la Academia de Bellas Artes entre 1946 y 1949 y posteriormente se trasladó para estudiar en París durante los años 1949 a 1950 con Ossip Zadkine. Recibió la Medalla d'Argent de la villa de París en 1959 y el premio del diario Morgenbladet en 1967.
Es particularmente conocida por los retratos y figuras femeninas con un estilo sencillo inspirado en el cubismo. 
Es autora del retrato a Lauritz Smith (1754-1794) que aparece en la medalla de la Real Sociedad Noruega grabada por H. Rui.
Fue maestra del escultor Marit Wiklund.